# СЭТ-53
«СЭТ-53» (изделие 238) — 533-мм советская противолодочная самонаводящаяся электрическая торпеда, предназначенная для поражения подводных лодок. «СЭТ-53» является первой советской самонаводящейся в двух плоскостях 533-мм торпедой.

## История разработки
Разработана под руководством В. П. Поликарпова.

## Характеристики
Торпеда может быть использована как с подводных лодок, так и с надводных кораблей; система наведения
построена на пассивном акустическом принципе и реагирует на шумы подводных лодок при скорости хода не менее 9 узлов. Общий вес снаряженного боевого отделения составляет 287 кг, вес взрывчатки — 92 кг. Головка самонаведения способна обнаруживать цель в пределах до 60° (в каждую сторону) от продольной оси торпеды, включая и «мёртвый» угол (5-30°), радиус самонаведения ГСН достигает
600 метров.
«СЭТ-5З» оснащена свинцово-кислотной короткоразрядной батареей типа Т-7 весом 462,5 кг; среднее рабочее напряжение батареи — 82,5В, средняя сила тока — 570 А. В кормовом отделении торпеды находится электродвигатель постоянного тока ПМ5-3МУ биротативного типа весом
160 кг. Скорость хода — 23 узла, глубина погружения — 20—200 м.

## Модификации
В 1964 году на вооружение ВМФ СССР была принята модернизированная торпеда «СЭТ-5ЗМ», оборудованная
более мощной аккумуляторной батареей, системой креновыравнивания и электрогидрооптическим прибором курса. Дальность хода модернизированной торпеды увеличена до 14 000 м, а скорость хода увеличена до 29 узлов.